# Khẩu trang N95

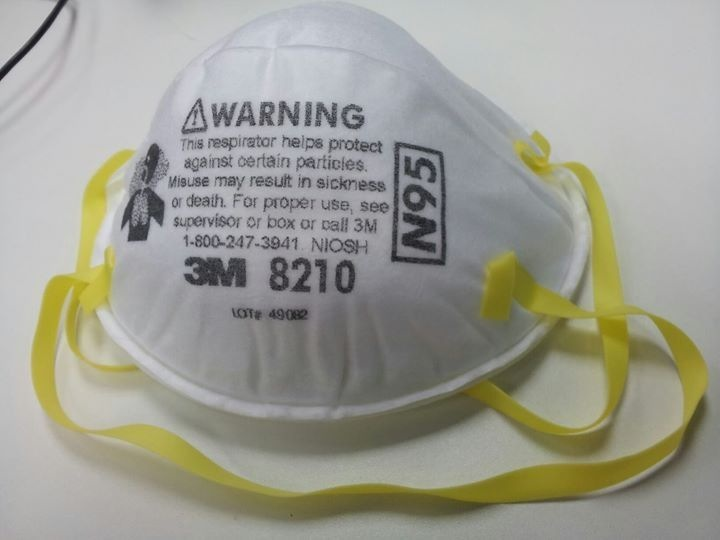
Khẩu trang N95 dùng trong công nghiệp

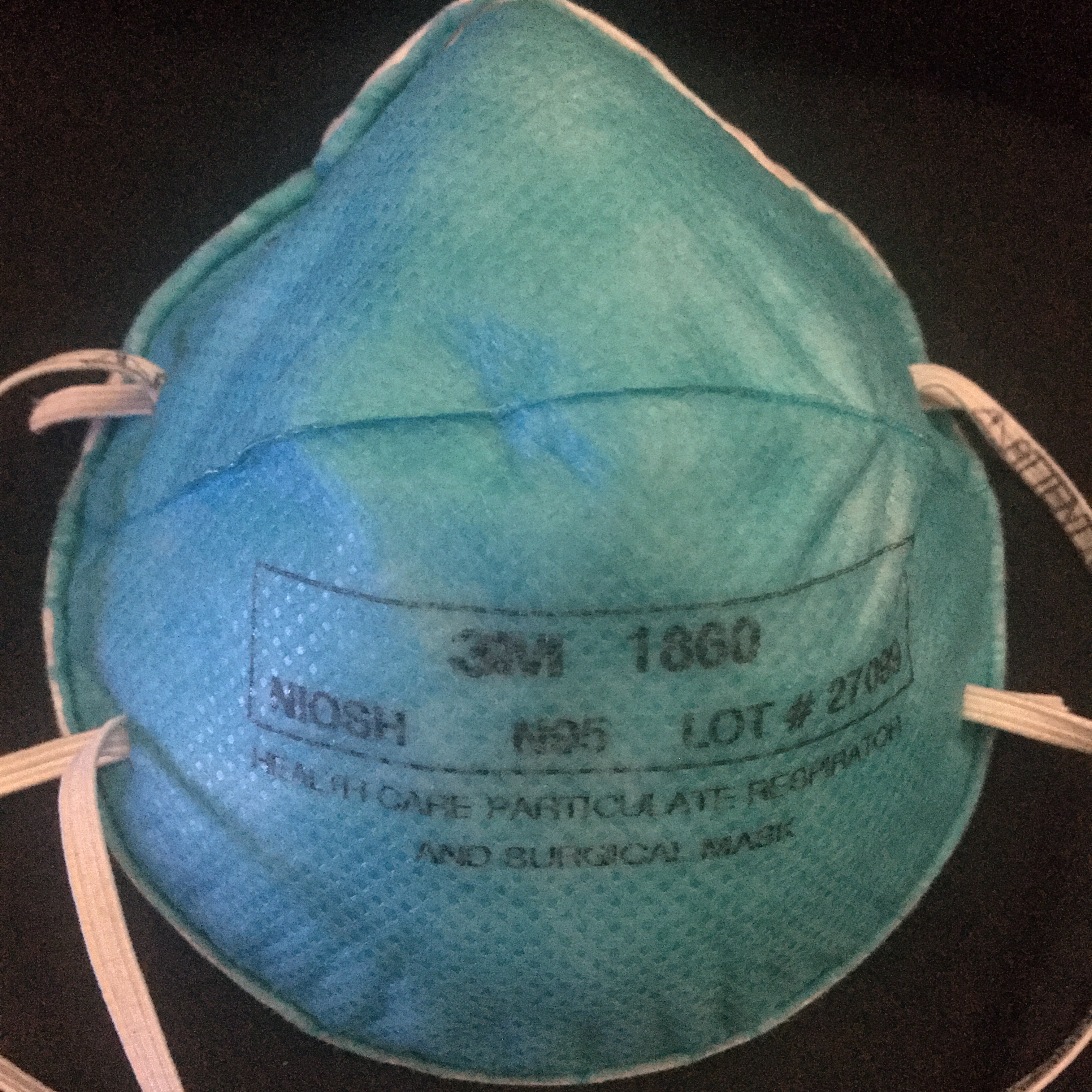
Khẩu trang phòng độc phẫu thuật N95 để sử dụng trong chăm sóc sức khỏe được NIOSH phê duyệt và FDA cấp phép tại Hoa Kỳ

Khẩu trang N95 hay N95 là một khẩu trang y tế che mặt lọc hạt đáp ứng tiêu chuẩn của Viện Quốc gia Hoa Kỳ về An toàn vệ sinh lao động (NIOSH) phân loại N95 lọc không khí, có nghĩa là nó lọc ít nhất 95% số hạt trong không khí. Tiêu chuẩn này không yêu cầu mặt nạ phòng độc phải chịu được dầu; một tiêu chuẩn khác, P95, bổ sung thêm yêu cầu đó. Loại N95 là khẩu trang có mặt nạ lọc hạt phổ biến nhất. Đó là một ví dụ về khẩu trang có bộ lọc cơ học, cung cấp khả năng bảo vệ chống lại các hạt nhưng không chống lại khí hoặc hơi.
Khẩu trang N95 được coi là tương đương về mặt chức năng với một số khẩu trang được quản lý theo các khu vực pháp lý ngoài Hoa Kỳ, chẳng hạn như khẩu trang FFP2 của Liên minh Châu Âu và khẩu trang KN95 của Trung Quốc. Tuy nhiên, các tiêu chí hơi khác được sử dụng để chứng nhận hiệu suất của chúng, chẳng hạn như hiệu quả của bộ lọc, tác nhân thử nghiệm và tốc độ dòng chảy, và độ giảm áp suất cho phép.
Mặt nạ N95 yêu cầu một lưới sợi polyme tổng hợp mịn, cụ thể là vải polypropylene không dệt. Nó được tạo ra bằng cách thổi nóng chảy và tạo thành lớp lọc bên trong để lọc ra các hạt độc hại.